# Physalaemus irroratus
Physalaemus irroratus é uma espécie de anfíbio da família Leptodactylidae. Endêmica do Brasil, onde  pode ser encontrada somente no município de Santa Maria do Salto, no estado de Minas Gerais.